# Peggy Pollard
Margaret Steuart (Peggy) Pollard (1º marzo 1903 – Truro, 6 novembre 1996) è stata una scrittrice britannica in lingua cornica.

## Biografia
Nata Margaret Gladstone, pronipote del primo ministro liberale William Gladstone, dal 1920 frequentò il Newnham College di Cambridge, dove fu la prima donna ad ottenere i first class honours (onori di prima classe) in lingue orientali. Sposò il capitano Frank Pollard, esperto in storia della Cornovaglia, e vissero a Truro (in cornico Truru). Nel 1938 divenne bardo; e membro del Gorsedd (associazione letteraria) della Cornovaglia, sotto lo pseudonimo bardico di Arlodhes Ywerdhon (Signora D'Irlanda). Fu una sostenitrice entusiasta delle campagne in difesa del paesaggio, la lingua e le tradizioni della Cornovaglia e dell'Inghilterra rurale. Fondò la società segreta Ferguson's Gang, sostenitrice del National Trust, sotto lo pseudonimo di Bill Stickers. Una volta donò 100 £ al National Trust presentandosi mascherata per mantenere l'anonimato.
Nel 1947 pubblicò Cornwall (Cornovaglia) descritta come "spiritosa, percettiva, e intelligente". Terminò un PhD (Dottorato di ricerca) nel 1952, specializzandosi in Sanscrito, Pali e Paleoslavo. Nel 1951 si convertì al cattolicesimo romano, e con l'assistenza finanziaria del The guild of Our Lady of the Portal, un gruppo anonimo da lei fondato simile al Ferguson's Gang, fece costruire una chiesa cattolica romana dedicata a Our lady of the Portal e a San Pirano sul sito di una cappella medievale a Truro.
Il marito morì nel 1968; ma lei continuò la sua attività di poetessa e traduttrice. Cedette una gran parte delle ricchezze che aveva ereditato, e visse in una vecchia casa di minatori di stagno a Truro. Rimase una figura romantica, vestita con una gonna lunga e una sciarpa avvolta intorno alla testa.
La sua opera letteraria più notevole fu Beunans Alysaryn del 1941, che compose sul modello delle sacre rappresentazioni del XVII secolo, relativa alle vite dei Santi celtici.